# Helgafell (Mosfellsbær)
Der Helgafell (auch Helgafell í Mosfellssveit) (215 m) ist ein vulkanischer Berg in Island. Er befindet sich auf dem Gemeindegebiet von  Mosfellsbær.

## Lage
Er befindet sich ca. 5 km südöstlich der Stadt Mosfellsbær in Einzugsgebiet der isländischen Hauptstadt Reykjavík. Helgafell liegt direkt hinter dem Berg Úlfarsfell vom Hringvegur aus gesehen.

## Geologie
Das Gebiet mit den Bergen Mosfell und Helgafell sowie dem nahegelegenen Bergmassiv der Esja weist die ältesten Gesteine rund um Reykjavík auf. Sie stammen aus dem Pliozän und Pleistozän.

## Wandern am Berg
Vom Hof Ása kann man auf den Berg hinaufgehen, sollte sich aber vorher erkundigen, ob der Gipfelbereich zugänglich ist (Zaun).